# Natalja Sokol

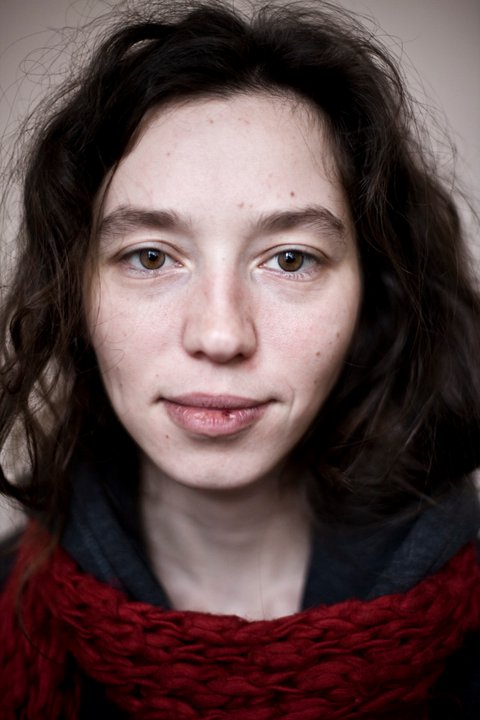
Natalya Sokol, 2011

Natalja Sokol (russisch Наталья Сокол; * 3. Juni 1980 in Balakowo, Sowjetunion) ist eine russische Künstlerin und politische Aktivistin sowie Mitgründerin der russischen Street-Art-Gruppe Woina.

## Leben
Natalia Sokol ist promovierte Physikerin. Sie und ihr Ehemann, Oleg Worotnikow, gründeten zusammen im Jahr 2005 die Künstlergruppe Woina. Mit ihren Kunstaktionen protestierten sie gegen die Politik von Dmitri Medwedew und Wladimir Putin. Auf Oleg Worotnikow lautet eine Interpol-Fahndung wegen „Beleidigung von und Gewalt gegen Autoritäten“. Im Dezember 2011 wurde Sokol in St. Petersburg nach einer Aktion verhaftet. Die Polizei warf ihr Beleidigung und Gewalt vor.
Im Jahr 2014 lebte Sokol mit ihrer Familie in einem besetzten ehemaligen Hospiz in Venedig. Nach einer gewalttätigen Auseinandersetzung mit den Hausbesetzern verließen sie die Wohnung. Im April 2015 kündigte die damals schwangere Sokol anlässlich einer öffentlichen Veranstaltung in Zürich an, ein Asylgesuch in der Schweiz stellen zu wollen.
Im März 2016 wurden Natalia Sokol, Oleg Vorotnikov und ihre drei Kinder in ihrer Wohnung in Basel von einer Gruppe Linksautonomer angegriffen, nachdem es innerhalb eines Wohnprojektes zu Zerwürfnissen gekommen war. Die Familie hielt sich 2016 und 2017 in Tschechien auf, 2018 und 2019 in Österreich, wo die Eltern zeitweise verhaftet wurden.